# Максимов, Николай Александрович (военный юрист)
Николай Александрович Максимов (1826—1887) — генерал-майор, военный юрист, прозаик.

## Биография
В 1867 году во время царствования Александра II с введением военно-судебной реформы назначен помощником военного прокурора столичного военно-окружного суда, в 1869 г. — военным судьей.
Во время русско-турецкой войны 1877—1878 был членом кассационного присутствия в действующей армии.
Напечатал:
- «О мировых судьях и их съездах» (СПб., 1865),
- «Французский военно-уголовный кодекс о преступлениях и наказаниях» (СПб., 1866, передача на рус. яз. «Code de justice militaire pour l’arm é e de terre»),
- «Статистический очерк военно-судной части во время войны 1877—1878 гг. на Балканском полуострове» (СПб., 1879—1880)
- и несколько таблиц наказаний, установленных для военнослужащих.